# Митні процедури
Митні процедури — операції, пов'язані із здійсненням митного контролю за переміщенням товарів і транспортних засобів через митний кордон України, митного оформлення цих товарів і транспортних засобів, а також із справлянням передбачених законом податків і зборів.

## Митні процедури в пунктах пропуску залізничного рухомого складу через державний кордон України
У зонах митного контролю пунктів пропуску залізничного транспорту на державному кордоні України здійснюються перевірка документів, огляд залізничного рухомого складу, а також інші митні процедури, передбачені Митним Кодексом .

Розвантажувальні, навантажувальні, перевантажувальні та інші операції, необхідні для здійснення митного контролю та митного оформлення товарів, проводяться підприємствами залізниці за свій рахунок.

Стаття 9 Закону України «Про державний кордон України» [Архівовано 3 січня 2018 у Wayback Machine.]  визначає, що залізничне, автомобільне, морське, річкове, поромне, повітряне та пішохідне сполучення через державний кордон України здійснюється в пунктах пропуску, що встановлюються Кабінетом Міністрів України відповідно до законодавства і міжнародних договорів України.

Пункт пропуску через державний кордон України – це спеціально виділена територія на залізничних та автомобільних станціях, у морських і річкових портах, аеропортах (аеродромах) з комплексом будівель, споруд і технічних засобів, де здійснюються прикордонний, митний та інші види контролю і пропуск через державний кордон осіб, транспортних засобів, вантажів та іншого майна.

З метою запобігання порушенню розкладу руху поїздів митний контроль може здійснюватися поза пунктами пропуску на державному кордоні або в місцях, визначених керівником митного органу за погодженням з керівниками залізничної станції та органу охорони державного кордону України.

У виняткових випадках, перелік яких визначається спеціально уповноваженим центральним органом виконавчої влади в галузі митної справи, на вимогу митного органу окремі вагони, локомотиви, інші елементи рухомого складу для здійснення митного контролю можуть бути виключені зі складу поїзда, якщо проведення такого контролю у складі поїзда неможливе.

Відправлення залізничних транспортних засобів з місць стоянки здійснюється з дозволу митного органу та органу охорони державного кордону України.

Продукти харчування та безалкогольні напої, вино, лікерні, коньячні, горілчані вироби, що переміщуються через митний кордон України у вагонах-ресторанах поїздів міжнародного сполучення, підлягають обов'язковому декларуванню митним органам.

Продукти харчування та безалкогольні напої пропускаються через митний кордон України без справляння податків і зборів за умови, що:

- вони призначені для реалізації виключно з метою споживання безпосередньо у поїзді;
- їх обсяг не перевищує встановленої законодавством України кількості, мінімально необхідної для забезпечення нормальних послуг вагона-ресторану протягом повного рейсу.

## Митні процедури на автомобільному транспорті
Особи, які здійснюють перевезення пасажирів і товарів через митний кордон України автомобільним транспортом, повинні мати відповідні документи, передбачені законами України та міжнародними договорами.

Особи, що переміщують товари під митним контролем автомобільним транспортом, зобов'язані:

- доставити товари за місцем призначення із збереженням митних забезпечень;
- не розпочинати розвантаження чи перевантаження товарів без дозволу митного органу;
- пред'явити митному органу документи, необхідні для здійснення митного контролю і митного оформлення товарів;
- у невідкладних випадках за свій рахунок здійснювати розвантаження, навантаження, розпакування та упакування товарів і пред'являти їх до митного контролю.

Автотранспортний засіб, що використовується для переміщення товарів через митний кордон України, не потребує окремої митної декларації, якщо під час такого переміщення декларуються товари, які перевозяться цим автотранспортним засобом.
Відомості про автотранспортний засіб, що перевозить товари, вносяться до митної декларації, якою оформлено ці вантажі, до книжки МДП, передбаченої Митною конвенцією про міжнародне перевезення вантажів із застосуванням книжки МДП (1975 р.) до товарно-транспортних накладних та дорожнього листа, інших супровідних документів, передбачених законодавством.

## Митні процедури на морському і річковому транспорті
Митні органи здійснюють митні процедури в зонах митного контролю на території морських та річкових портів, а також в акваторії портів, відкритих для міжнародних перевезень.

Зони митного контролю в морських та річкових портах розташовуються в межах, відведених адміністрацією цих портів, територій та акваторій.

Порядок створення та функціонування зон митного контролю у морських та річкових портах визначається Кабінетом Міністрів України.

Судно закордонного плавання протягом усього часу стоянки в порту перебуває під митним контролем. Митний орган має право в цей період здійснювати огляд і переогляд судна, пломбування та опечатування його окремих трюмів і приміщень, де знаходяться товари, підстави для ввезення на митну територію України, вивезення за межі митної території України чи транзит через територію України яких відсутні.

Залежно від водотоннажності і призначення суден закордонного плавання їх митне оформлення проводиться в строк, який визначається керівником митного органу за погодженням з керівником відповідного органу охорони державного кордону України та іншими контрольними службами. Митне оформлення суден закордонного плавання здійснюється цілодобово у порядку їх прибуття.

Райони розвантаження та завантаження суден закордонного плавання, посадки та висадки пасажирів цих суден, а також місця стоянки суден для здійснення митного контролю визначаються адміністрацією порту з урахуванням функціональної і технологічної діяльності порту та за поданням митного органу, погодженим з органом охорони державного кордону України.

Зміна місця стоянки суден визначається адміністрацією порту з повідомленням відповідного митного органу та органу охорони державного кордону України.

Якщо судно закордонного плавання внаслідок аварії, стихійного лиха або інших обставин, що мають характер непереборної сили, не в змозі досягти одного з місць здійснення митного контролю на митній території України, вивантаження з нього товарів допускається в місцях, де немає митних органів. У таких випадках капітан судна повинен вжити всіх необхідних заходів для забезпечення зберігання цих товарів та пред'явлення їх найближчому митному органу.

Вивантаження товарів із суден закордонного плавання та завантаження товарів на зазначені судна здійснюються з дозволу митного органу та під його контролем згідно з товаросупровідними документами, передбаченими законодавством України. Пропуск через митний кордон України товарів, що перевозяться в міжнародному водному сполученні, здійснюється на підставі оформлених митних декларацій.

Судно закордонного плавання, яке заходить у відкритий для міжнародних водних перевезень порт для поповнення запасів води, палива, продовольства, проведення термінових ремонтних робіт на строк до двох діб, митному оформленню не підлягає, але перебуває під митним контролем до його відправлення.

Товари, які завантажуються на це судно, підлягають митному оформленню на загальних підставах.

Судна каботажного плавання, що плавають під Державним Прапором України, а також судна каботажного плавання, що плавають під іноземним прапором, за умови одержання на це дозволу центрального органу виконавчої влади в галузі транспорту, перебувають під митним контролем протягом усього часу каботажу. Митне оформлення таких суден здійснюється документально після повернення з рейсу на підставі письмового повідомлення капітана судна про те, що судно під час рейсу не заходило в порти інших держав і не причалювало до суден закордонного плавання, а при виході в рейс — що цим рейсом не передбачається захід до портів інших держав та причалювання до суден закордонного плавання.

Митне оформлення рибної продукції, виробленої українськими суднами в межах Азово-Чорноморського басейну, здійснюється без оформлення вантажної митної декларації. Оподаткування зазначеної продукції здійснюється відповідно до законів України.

Якщо судно під час рейсу з будь-якої причини заходило в порти інших держав або причалювало до суден закордонного плавання, воно підлягає митному контролю на загальних підставах.

Митне оформлення придбаного або побудованого резидентом за межами митної території України судна здійснюється після набуття резидентом права власності на таке судно в режимі імпорту під час його першого заходу в один з українських портів.

Митне оформлення придбаного нерезидентом на митній території України судна здійснюється в режимі експорту, якщо таке судно вивозиться за межі митної території України, або в режимі тимчасового ввезення, якщо таке судно використовується на митній території України.

Органи управління портом не дозволяють капітанові судна закордонного плавання виходити з акваторії порту без відмітки митного органу на відповідному судновому документі.

Для тимчасового відходу судна із порту у зв'язку з дією непереборної сили, стихійним лихом, а також з метою рятування людей дозвіл митного органу не обов'язковий.

Товари, що переміщуються через борти іноземних військових кораблів на митну територію України або у зворотному напрямку, підлягають митному контролю та митному оформленню.

## Митні процедури на авіаційному транспорті
Переміщення товарів через митний кордон України повітряним шляхом здійснюється через міжнародні аеропорти, в яких розташовані митні органи.

Переміщення товарів через митний кордон України через інші аеропорти та поза місцем розташування митних органів допускається у виняткових випадках за дозволом Кабінету Міністрів України або у разі вимушеної посадки повітряного судна.

Командир повітряного судна зобов'язаний подати для здійснення митного контролю такі документи:

- генеральну декларацію;
- документи про поштові відправлення, товари та товаросупровідні документи;
- інші документи, передбачені Митним Кодексом, іншими законами України, а також міжнародними договорами України, укладеними в установленому законом порядку.

Дозвіл митного органу на вивантаження товарів з повітряного судна або завантаження товарів на нього надається після перевірки поданих документів та встановлення їх відповідності вимогам цього Кодексу.

Командир повітряного судна, який здійснив вимушену посадку за межами міжнародного аеропорту, зобов'язаний вжити необхідних заходів для забезпечення збереження товарів, які підлягають митному контролю, та протягом доби повідомити найближчий міжнародний аеропорт про місце посадки судна.

Адміністрація міжнародного аеропорту після одержання такого повідомлення зобов'язана забезпечити перевезення посадових осіб митного органу до місця посадки судна або доставити пасажирів, екіпаж, а також товари, що підлягають митному контролю, до митного органу.

Товари, що перевозяться транзитними авіапасажирами (за винятком товарів, заборонених до транзиту), не підлягають обкладенню податками і зборами та безперешкодно переміщуються в межах зони митного контролю міжнародного аеропорту.

Митний контроль за міжнародними авіаперевезеннями здійснюється митним органом міжнародного аеропорту у взаємодії з контрольними та іншими службами, що беруть участь в оформленні міжнародних повітряних суден та їх екіпажів, вантажів, пасажирів та багажу.

Спільні технологічні схеми оформлення міжнародних авіаперевезень та розподіл обов'язків під час їх здійснення затверджуються керівниками авіапідприємства, митного органу та органу охорони державного кордону України.

Митний контроль та митне оформлення повітряного судна, яке перевозить офіційні державні делегації, здійснюються без митного огляду.

Підставою для застосування пільгового режиму митного контролю є подання митному органу офіційного повідомлення Міністерства закордонних справ України.

Митний контроль товарів, що переміщуються через митний кордон України трубопровідним транспортом та лініями електропередачі, у тому числі з метою транзиту через митну територію України, здійснюється в місцях митного контролю, які визначаються Кабінетом Міністрів України.

Порядок та строки митного контролю та митного оформлення товарів визначаються Кабінетом Міністрів України.

Для митного оформлення товарів, що переміщуються трубопровідним транспортом, декларант подає митному органу такі документи:

- зовнішньоекономічний договір (контракт);
- акт (акти) приймання-передачі товару;
- сертифікат якості;
- рахунок-фактуру (інвойс);
- дозволи (ліцензії) відповідних органів державної влади;
- інші документи, передбачені законами України.

Для митного оформлення електроенергії декларант подає митному органу такі документи:

- зовнішньоекономічний договір (контракт);
- довідку-підтвердження відповідного підприємства про кількість електроенергії, що переміщується через митний кордон України;
- інші документи, передбачені законами України.